# Muhammad Hidayatullah

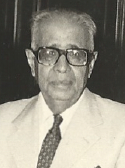
Muhammad Hidayatullah

Muhammad Hidayatullah (* 17. Dezember 1905 in Betul; † 18. September 1992 in Bombay) war ein indischer Jurist. Er war von 1968 bis 1970 Chief Justice of India, vom 20. Juli bis 24. August 1969 Präsident der Republik Indien und von 1979 bis 1984 Vizepräsident Indiens.

## Leben
Hidayatullahs Vater Khan Bahadur Hafiz Mohammad Wilayatullah war Verwaltungsbeamter in den Central Provinces. Seine Schulausbildung absolvierte er zunächst in Raipur. Danach besuchte er das Morris College in Nagpur, das er mit B.A. abschloss. An der Nagpur University erlangte er den M.A. 1928 ließ sich die Familie seines Vaters in Nagpur nieder. Hidayatullah studierte von 1927 bis 1930 am Trinity College in Cambridge und wurde 1930 als Barrister (Bar-at-Law) durch die Honourable Society of Lincoln’s Inn zugelassen. Von 1930 bis 1946 war er am Nagpur High Court als Anwalt tätig, von 1943 bis 1946 war er dort Advocate-General der Central Provinces and Berar. 1946 wechselte er am Nagpur High Court ins Richteramt und war dort von 1954 bis 1956 Chief Justice. Daneben übte er Lehrtätigkeiten an mehreren Universitäten aus.
Ab 1. November 1956 war er für zwei Jahre Chief Justice am neu gegründeten Madhya Pradesh High Court. 1958 wurde er an den Supreme Court als Richter berufen und übernahm dort am 25. Februar 1968 das höchste Richteramt in Indien, Chief Justice of India, das er bis zum 16. Dezember 1970 innehatte. In dieser Funktion wurde er 1969 nach dem Tod Zakir Hussains für einen Monat kommissarischer indischer Staatspräsident.
Vom 31. August 1979 bis zum 30. August 1984 war er Vizepräsident Indiens unter den Präsidenten Neelam Sanjiva Reddy und Giani Zail Singh.
Nach Muhammad Hidayatullah wurde eine Universität in Raipur benannt.